# Ulica św. Kingi w Krościenku nad Dunajcem

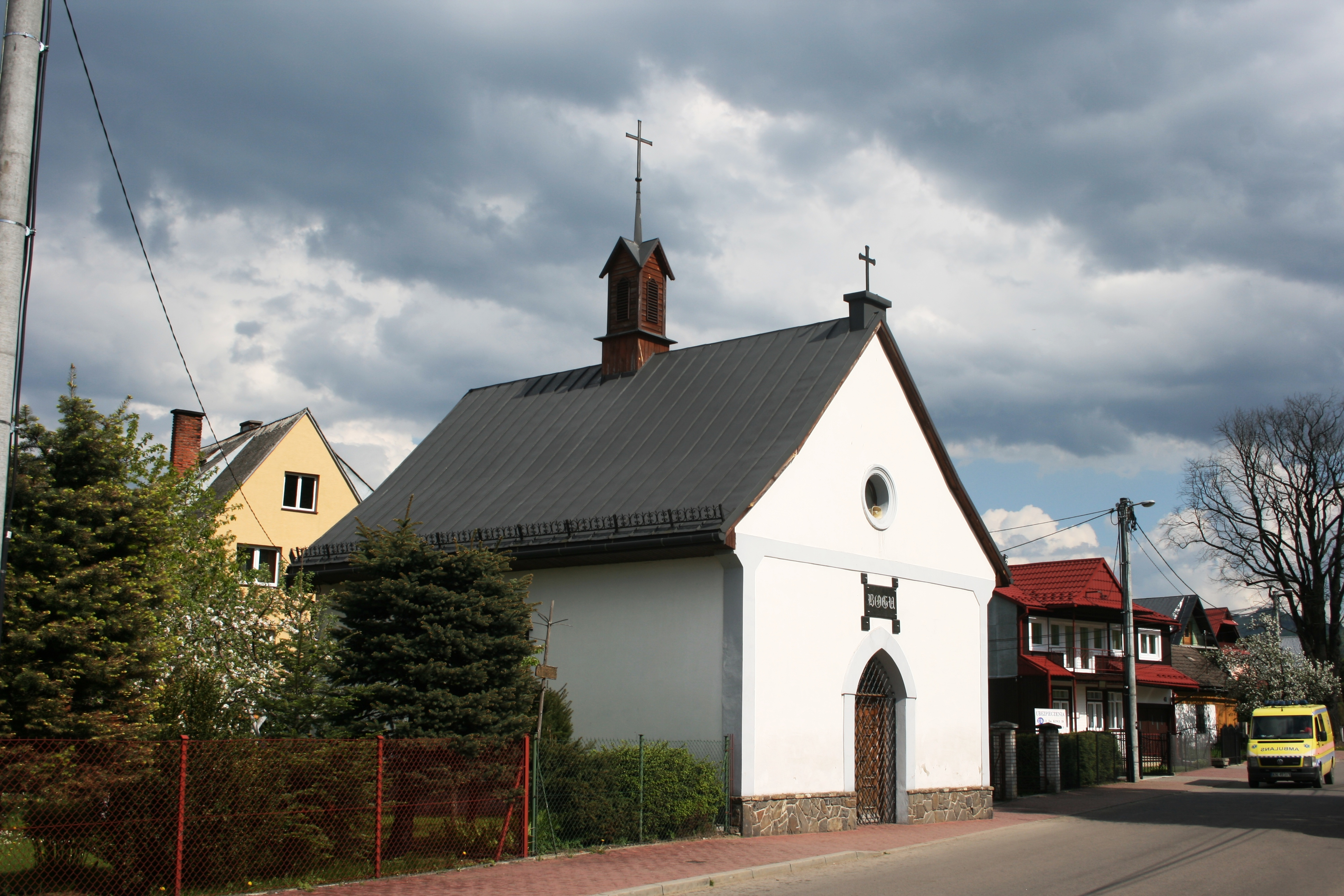
Kaplica Przemienienia Pańskiego przy ulicy św. Kingi

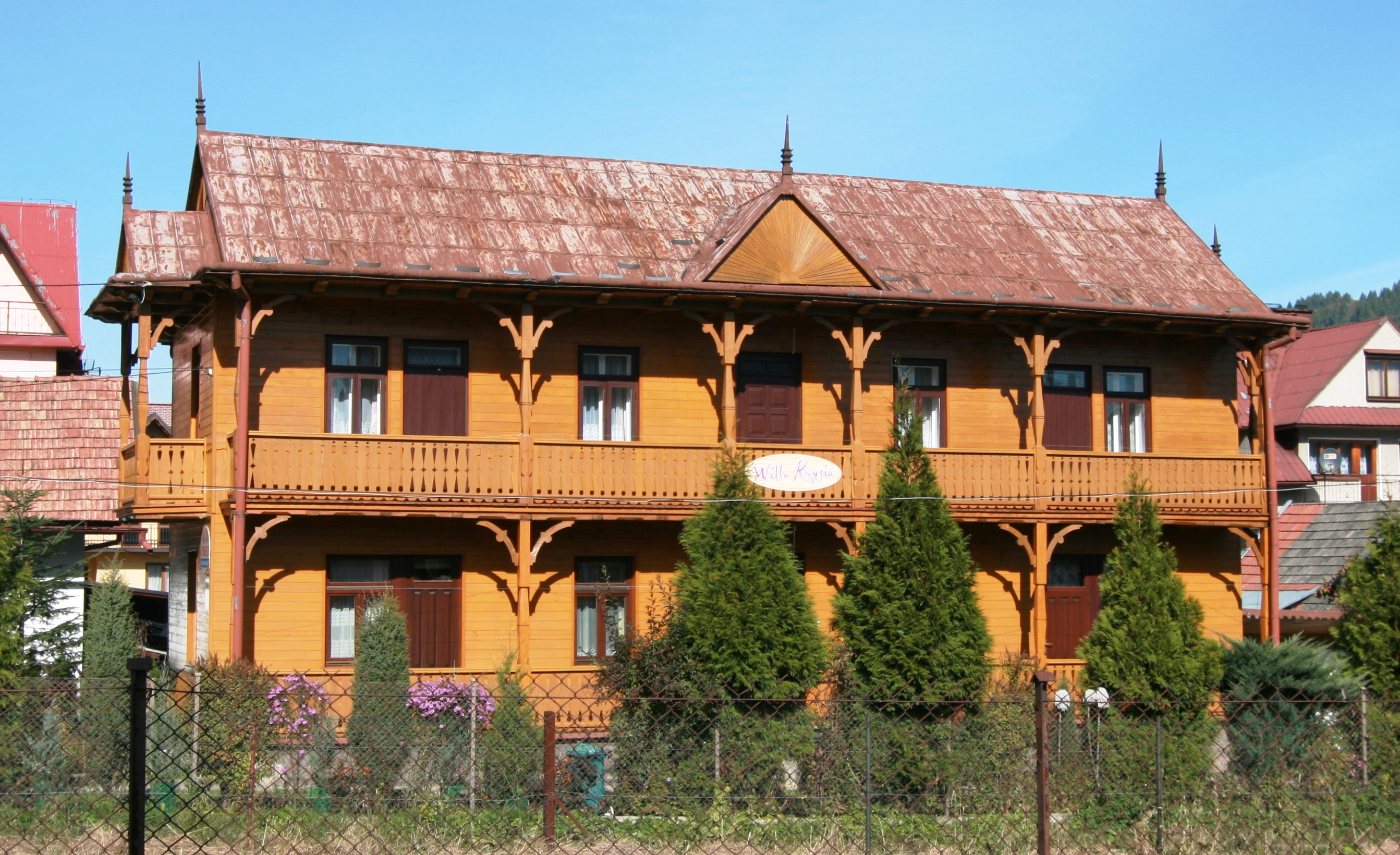
Stylowy dom przy ul. Kingi 51 – Willa „Krysia”, w której mieszka i prowadzi pensjonat Krystyna Aleksander

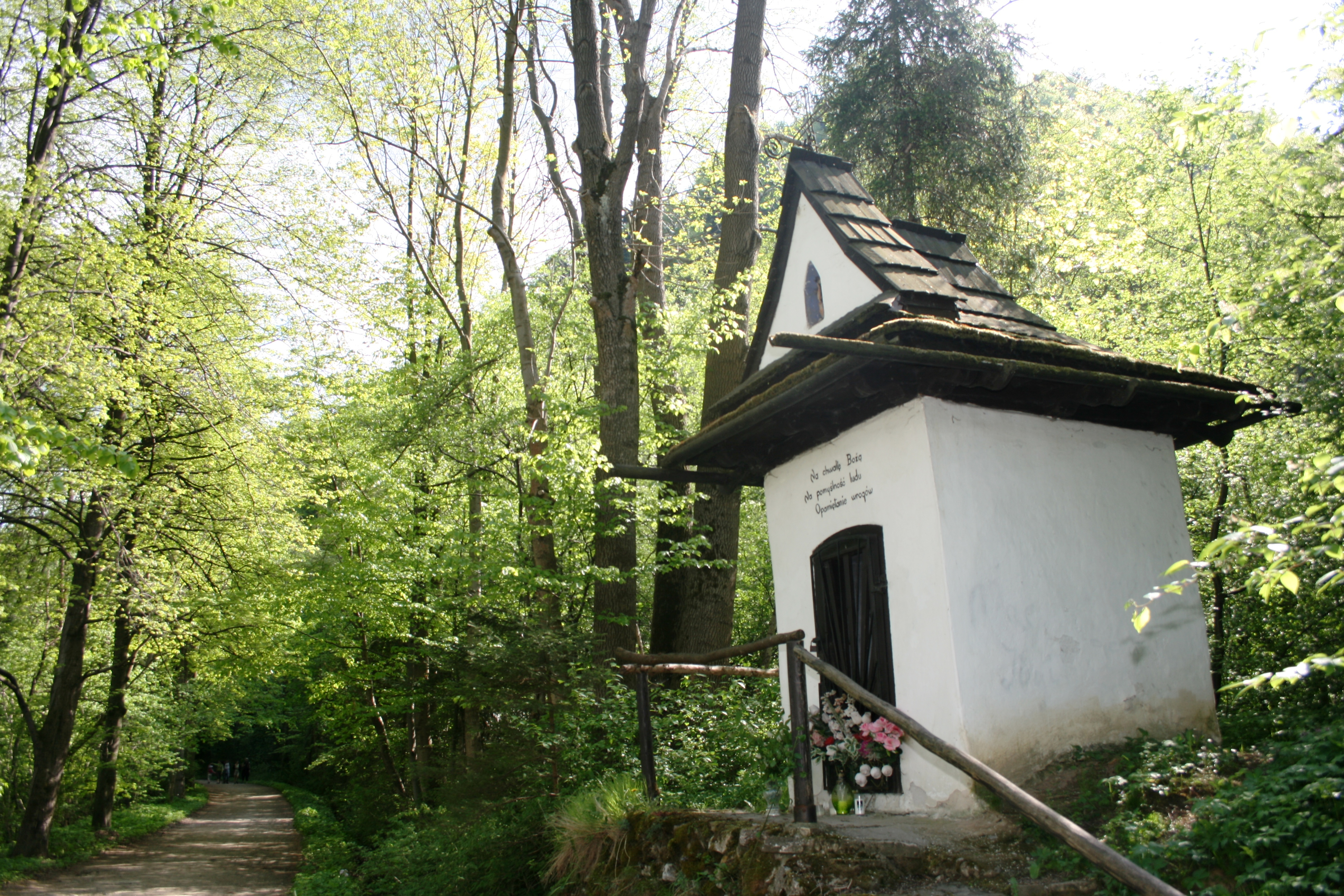
Kapliczka świętej Kingi przy drodze Kras

Ulica świętej Kingi w Krościenku nad Dunajcem – jedna z głównych ulic Krościenka nad Dunajcem, prowadząca od Rynku na południowy wschód, równolegle do Dunajca, do Zawiesów, dalej do Krasu. Nazwa ulicy pochodzi od św. Kingi.

## Przebieg  i ważniejsze obiekty
Ulica św. Kingi odchodzi od południowo-zachodniego narożnika Rynku. 
Na jej samym początku po jej prawej (zachodniej) stronie stoją dwie drewniane wille o bogatej historii. Pod numerem 4 mieści się kancelaria notarialna Michała Zachwiei, natomiast pod numerem 6 – willa, w której niegdyś funkcjonowała apteka. Jest to jeden z najpiękniejszych przykładów tradycji pienińskiej ornamentyki snycerskiej, która według opisu na stojącej obok tablicy informacyjnej: cechuje się lekkością, silnie podkreśloną symetrią, wirtuozerią rzeźbiarską i bogactwem wielu wykorzystywanych motywów. Dom ten zbudowano w latach 90. XIX wieku i przez wiele lat służył jako siedziba jedynej krościeńskiej apteki „Pod Trzema Koronami” prowadzonej przez rodzinę Walterów. Na przełomie XIX i XX wieku część piętrową wykorzystywano jako pokoje gościnne dla tutejszych wczasowiczów i kuracjuszy.
Kilka kroków dalej, przy skrzyżowaniu z ulicami Pienińską i Esperanto stoi wielka stara lipa, będąca pomnikiem przyrody. Została zasadzona podobnie jak kilkadziesiąt innych (zachowało się zaledwie kilka w dalszej części ulicy) krótko po 1860 roku, kiedy władze austriackie zdecydowały o przekształceniu starej drogi do Szczawnicy w oficjalną drogę krajową o ustawowej szerokości ówczesnych 2,5 sążni, czyli około 4,5 metra.
Dalej, po lewej (nieparzystej, wschodniej) stronie ulicy stoi kaplica Przemienienia Pańskiego, naprzeciwko której jest wejście na teren tzw. Nowego Cmentarza. Przy ul. św. Kingi 51 mieści się dom wypoczynkowy p. Krystyny Aleksander, w którym często bywają artyści polskich scen teatralnych.
Ten fragment ulicy to pomnik przyrody: 14 lip drobnolistnych i 1 wiąz polny stanowią aleję drzew zarejestrowaną w ewidencji pomników przyrody w Krościenku nad Dunajcem.
Po wyjściu spomiędzy zabudowań ulica zmienia charakter w leśną drogę. Po jej prawej stronie, ok. 250 m przed Zawiesami stoi kapliczka św. Kingi.
Przy ulicy św. Kingi wybudowano wiele willi pełniących funkcje pensjonatów, m.in. (w nawiasach podano numer adresowy domu przy ul. św. Kingi): Pensjonat „Watra” (7), Willa „Pieniny”(70c), Willa „Maria” (75a).

## Historia
W połowie XIX wieku powyżej ujścia potoku Krośnica zbudowano na Dunajcu kładkę na palach (dziś przy niskich stanach rzeki odsłaniają się pale kładki). Do 1871 roku ta kładka oraz prom, który działał przy Zawiesach (parę kilometrów w górę Dunajca od rynku; do promu prowadziła ulica św. Kingi) stanowiły jedyne sposoby pokonania Dunajca w tej okolicy.
Wyższe stany wody często niszczyły kładkę, a prom przy dużej wodzie był niebezpieczny i czasami do Szczawnicy przez kilka dni nie można się było dostać.
W latach 1871–1872 wybudowano pierwszy drewniany most na Dunajcu – kryty, o konstrukcji kratownicowej. Wtedy ulica św. Kingi stała się elementem głównej drogi prowadzącej z Nowego Sącza i Nowego Targu do Szczawnicy.
W lipcu 1934 roku, gdy kończono budowę nowego mostu w centrum wsi, wystąpiła powódź stulecia, która 15 lipca zniosła drewniany most. Płynący drewniany kryty most i pozostałości „Białego Domku” z Cypla zniszczyły część nowego mostu.
Przed II wojną światową na polanie Pajówka przed Zawiesami znajdowała się karczma, a miejsce po drugiej stronie Dunajca naprzeciwko Zawiesów do tej pory nosi nazwę Zerwany Most. Niszczejące przyczółki przypominają o dawnej przeprawie przez Dunajec. W nurcie rzeki można zauważyć pozostałości filara.
Po wybudowaniu nowego żelbetowego mostu w pobliżu Rynku i kościoła Wszystkich Świętych na przedłużeniu ulicy Jagiellońskiej ulica św. Kingi straciła swoje tranzytowe znaczenie.

## Szlak
Ulicą św. Kingi prowadzi zielony szlak turystyczny  z Krościenka na przełęcz Sosnów, gdzie łączy się z Sokolą Percią. Jest to najkrótsza trasa z Krościenka na Sokolicę.